# キャサリン・マレー
キャサリン・マレー (Kathryn Murray 1906年9月15日–1999年8月6日)はアメリカのダンサー、起業家である。夫アーサー・マレーと共に、ダンス指導事業「アーサーマレー フランチャイズ スタジオ」を立ち上げ、経営した。また、TV番組「アーサー・マレー パーティ」の司会者を12年間務めた。
1924年、18歳の時に結婚。双子の娘ジェーンとフィリス、8人の孫と6人のひ孫がいる。
アーサーとキャサリン・マレー夫妻は、ダンス界への貢献が認められ、2007年にニューヨークのサラトガ・スプリングスにある「ナショナルミュージアムオブダンス＆ホールオブフェイム」の「Mr. & Mrs. Cornelius Vanderbilt Whitney Hall of Fame」に認定、殿堂入りしている。

## 経歴
キャサリンは新聞広告の幹部社員の娘で、1906年にキャサリン・コーンフェルダーとして生まれ、ニュージャージー州ジャージーシティーで育った。高校で教師になるための訓練を受けた後、18歳の時、友人とラジオ局を訪れ、ラジオ放送でダンスステップを教えていた29歳のアーサーに出会い、すぐに恋に落ちた。「しゃれたニューヨークのナイトスポットに行ってと言ったのです」と彼女は回想した。「代わりに、彼は私を劇場に連れて行ってくれ、それから私たちは家に帰り、彼は私の家の台所でサンドイッチを作った」
1925年、わずか4か月後に2人は結婚した。夫妻には双子の娘がいたが、キャスリンが事業に入ったのは子供たちが12歳になってからだった。キャスリンは夫のフランチャイズスタジオの教師向けにトレーニングマニュアルを作成した。後にスタジオのヴァイスプレジデントに就任している。
「最も難しいステップは、最初にドアを通り抜けること "The hardest step you’ll ever learn is the first one through our door.”」という言葉も残している。
20年間放送された夫のラジオ番組や、独特のダンス学習方法の通販事業は失敗や大恐慌時代による苦境も度々あったものの、夫婦を豊かにした。彼らの生み出したファストラーニングはアメリカで、ファストフードと同じくらい魅力的だった。1950年からの11年間で、アーサー・マレーの踊りの帝国はアメリカをはじめとする多くの国に広がった。ジョニー・マーサーの皮肉な歌「アーサー・マレーは私に急いで踊ることを教えてくれた」は、ビジネスに害を与えなかった。

## TV番組「アーサー・マレー パーティ」
1950年7月20日 - 1960年9月6日にかけて開催されたアメリカのテレビ番組。15分、30分、60分の構成だった。デュモンネットワークで始まり、その後10年かけてABC、CBS、NBCで放映。12年間続いた。アメリカ議会図書館のJ.フレッドとレスリー・W・マクドナルド・コレクションには、13のキネスコープ・プログラムと、アーサー・マレーのさまざまなテレビ番組の一部プログラムが収録されている。
インタビューで、キャスリンはテレビスターになるという考えに当初は消極的だったと語っている。「私はアーサーに尋ねた。『あなたがダンスを教えるつもりですか？」 と。彼は言った。『いや、君だよ！」って。私が 『テレビに出るには美人でなければならないわ』 と言うと、アーサーは 「セットが小さいし、受信状態が悪いから美人かどうか違いは分からないよ」と言ったのよ」
この番組は、夫妻はもちろんのこと、アーサー・マレースタジオのプロが参加し、ジッターバグ、フォックストロット、ポルカ、チャチャ等のダンスを視聴者に披露した。ショーは大規模なパーティーのように企画され、キャスリンはスポーツスターから俳優やミュージシャンまで、様々なゲストを迎えた。現在のDancing with the Starsのようなテレビ番組でも社交ダンスが脚光を浴びているが、この番組は、半世紀以上前に同じことをしていた。
テレビ司会者として、キャスリンはショーの中心だった。彼女はアーサーと踊ったり、歌ったり、コメディスケッチを紹介したり、ダンスコンテストを主催したりした。「ショーの一環として、私はトリックホースに乗ったり、熊と格闘したり、プロとローラースケートをしたりさえしました。」と彼女は思い出した。番組の最後にキャサリンは視聴者に向かって 「人生を少し楽しんで。ぜひ踊ってみてください」 と言ってから、彼女の夫に向き直り、彼とヨハン・シュトラウスのワルツを踊った。
シラキュース大学の公共テレビ研究センターの設立者であるトンプソン氏は、この番組を初期のインフォマーシャルであると言及している。
ゲストにはミルトン・ベルやヘレン・ヘイズがいた。しかし、シカゴ・トリビューン紙の記事が数年前に指摘していたように、バディ・ホリーとザ・チャーピング・クリケッツのような時折奇妙なゲストもいた。キャスリンは、バンドを「ロックンロールのスペシャリスト」と紹介し、「若者が何を求めているのか、心を開いて考えなければならない。そうでなければ、若者たちはあなたが彼らを理解していると感じないでしょう。」と言って、彼らの行動を予め判断しないよう観客に呼びかけた。ホリーとクリケッツは「ペギー・スー」へと旅立ったが、ショーのキャストとダンサーは全員正装していて、背景にじっと立っていて、ロックンロールが彼らのアリーナに侵入してきたことに満足していないようだった。

## 引退
1960年頃には、夫マレーは、「ザ・ツイスト」や「Monky モンキー」のあるダンスシーンは自分が進みたくない方向に進んでいると感じていた。二人はテレビを離れ、数年後、自分の名を冠したダンススタジオの社長を退任した。1964年に二人が事業を離れた時、500のスタジオがあり、そのうち300のフランチャイズ・スタジオは年間2500万ドルの収益を上げていた。夫妻は1965年にハワイに隠居した。1980年にマブ・グリフィンのディスコ時代のテレビ番組「ダンスフィーバー」の審査員として再び表舞台に立った。
夫は夫婦の66周年の結婚記念日の1か月前の1991年に亡くなった。
キャスリンは社交ダンスが復活するのを見るように生き永らえた。1992年のオーストラリアの映画「ダンシング・ヒーロー Strictly Ballroom」は大成功を収め、1910年から流行ったフォックストロットを覚えている年齢の人だけが社交ダンスをやっているわけではない。
キャサリンは双子の娘、シンシナティのジェーン・ハイムリックとニューヘブンのフィリス・マクダウェル、8人の孫と6人の曾孫に恵まれた。キャサリンは夫が亡くなった8年後に92歳で亡くなった。
キャサリンの死亡記事には、「『人生のちょっとした楽しみ』、それはダンスを習うことだ。キャサリンのこの言葉に何年にもわたって何百万人もの人々が説得された。キャスリンやアーサー・マレーの約500のスタジオでダンスを習うことは、コカ・コーラを飲んだりフォードを買ったりするのと同じくらいアメリカ人らしいことだった。飲み物や自由を与えてくれた車のように、ダンスを学ぶことは社会的な必要性を引き出し、「一夜で人気者になる方法」だった」と書かれた。

## 著作
- 「My Husband, Arthur Murray　私の夫、アーサー・マレー」ベティ・ハンナ・ホフマン共著（1960）
- 「Family Laugh Lines　家族の笑顔」(1966)　著名人の友人に関する逸話を集めたもの。